# Моррис, Роберт Тэппэн
Роберт Тэппэн Моррис (англ. Robert Tappan Morris; 8 ноября 1965) — адъюнкт-профессор Массачусетского технологического института. Более известен как создатель первого сетевого червя, парализовавшего 2 ноября 1988 работу шести тысяч двухсот компьютеров в США. Червь Морриса читал /etc/passwd, пытаясь подобрать пароли к учётным записям. Для этого использовалось имя пользователя (и оно же с буквами в обратном порядке), а также список из 400 наиболее популярных слов. Атака привела к масштабному заражению всей сети ARPANET, и именно после этого разработчики придумали /etc/shadow, а также паузы после неправильного ввода пароля.
26 июля 1989 года Моррис стал первым обвинённым по Закону о мошенничестве и злоупотреблениях с применением компьютера. B 1990 году он был приговорён к трём годам пробации (осуждённый освобождается от наказания при условии хорошего поведения; применяется к несовершеннолетним правонарушителям и совершившим преступление впервые), к 400 часам общественных работ и оштрафован на 10 050 долларов США. Роберт подал апелляционную жалобу, но проиграл.

## Биография
- 1983 — окончил католическую школу Делбартон[англ.] в городе Морристаун, в округе Моррис штат Нью-Джерси[2].
- 1987 — окончил Гарвардский университет. Выступил с идеей червя при работе с массивами.
- 1988 — дата выхода червя Морриса (тогда он был аспирантом в университете Корнелла).
- 1989 — обвинён в компьютерном мошенничестве и злоупотреблении законом от 26 июля 1986; первый человек, которому предъявлены обвинения в соответствии с настоящим законом.
- 1995 — основал Viaweb вместе с Полом Грэмом, стартап компании, разрабатывающей программное обеспечение для создания интернет-магазинов.
- 1998 — Viaweb продан за $ 48 млн. Yahoo, который переименовал программное обеспечение в «Yahoo! Store»[3] .
- 1999 — получил степень доктора прикладных наук в Гарвардском университете; назначен преподавателем в Массачусетском технологическом институте.
- 2005 — стал соинвестором фонда Y Combinator вместе с Полом Грэмом, Тревором Блэквеллом и Джессикой Ливингстон.
- 2006 — получил постоянный контракт преподавателя и стал техническим советником компании Meraki[4].
- 2008 — дата выхода языка Arc — диалекта языка Лисп, который разрабатывался вместе с Полом Грэмом.
- 2010 — получил награду имени Марка Вейзера[5].